# Melquisedeque
Melquisedeque ou Melquisedec (em hebraico: מַלְכִּי-צֶדֶק; romaniz.: Malkkī-Ṣeḏeq; lit. "meu rei é justo") é um personagem bíblico do livro de Gênesis e antigo rei de Salém (Oriente Médio), que interagiu com Abraão no retorno vitorioso da batalha de Sidim. A história atribui-lhe características sobrehumanas e divinas, demonstrado ser pessoa de enorme valor, que instruiu os povos e lhes deu a civilização.
Melquisedeque é venerado pelo catolicismo, sendo celebrado no dia 26 de agosto na Igreja Católica.

## Bíblia
As raras referências a ele na Bíblia, informam que Melquisedeque foi um sábio rei de uma terra chamada Salém e também sacerdote de Deus (Gênesis 14:18). Além de ter características sobrehumanas e divinas, foi comparado a Jesus, quando Deus diz «Tu (Jesus) és um sacerdote eterno, segundo a ordem de Melquisedeque.» (Salmo 110:4) e «Homem (Melquisedeque) sem início de dias ou fim de vida, assemelhando-se ao filho de Deus» (Hebreus 7 7:1-3.)
Segundo o texto do Pentateuco, Melquisedeque foi o rei da cidade de Salém (que significa "paz"), a qual se acredita ter sido a cidade posteriormente conhecida por Jerusalém.
Melquisedeque teria tido importância no direcionamento de Abraão. Abraão e Melquisedeque seriam, portanto, contemporâneos, de acordo com as narrações bíblicas.
Destaca-se na sua história a ausência de menções (comuns nos registros bíblicos) a seus antepassados. Como se pode interpretar de alguns versos (Hebreus 7:3), Melquisedeque fora um homem sem genealogia, sem filhos ou parentes conhecidos. O lugar onde seu corpo jaz também é ignorado. Estas características, para a teologia, significam que Melquisedeque seria uma figura do próprio Cristo, contudo, não se sabe se isto seria uma espécie de tipologia ou, até mesmo, teofania, que é um termo teológico para quando Deus assume uma forma humana.
Ao nome Melquisedeque pode ainda ser atribuído o significado "Rei de Justiça" em função de ser uma possível junção de mais de uma palavra do idioma hebraico.
Seu nome já foi usado nas denominadas "Índias", que se referiam à atual Etiópia, Índia e Himalaia. Nessas 3 culturas havia referências a um "Rei da Terra", que seria o próprio Melquisedeque.

## Cristofania
A associação ou identificação de Melquisedeque com o Messias é anterior ao cristianismo, desenvolvendo-se no messianismo judaico do período do Segundo Templo.
Uma coleção de antigos scripts gnósticos datados do século IV ou anteriores, descobertos em 1945 e conhecidos como a biblioteca de Nag Hammadi, contém um tratado pertencente a Melquisedeque. Aqui é proposto que Melquisedeque é Jesus Cristo. Melquisedeque, como Jesus Cristo, vive, prega, morre e ressuscita, numa perspectiva gnóstica. A Vinda do Filho de Deus Melquisedeque fala de seu retorno para trazer a paz, apoiado por Deus, e ele é um rei-sacerdote que faz justiça.
A associação com Cristo é explicitada pelo autor da Epístola aos Hebreus, onde Melquisedeque o "rei da justiça" e "rei da paz" é explicitamente associado ao "sacerdócio eterno" do Filho de Deus. A interpretação cristológica deste personagem do Antigo Testamento sendo uma prefiguração ou protótipo do Cristo variou entre as denominações cristãs. Os pelagianos viam em Melquisedeque apenas um homem que vivia uma vida perfeita.
A associação tipológica de Jesus Cristo com personagens do Antigo Testamento ocorre frequentemente no Novo Testamento e em escritos cristãos posteriores; assim, Jesus Cristo também está associado a Adão (como o "Novo Adão") e a Abraão. O pão e o vinho oferecidos por Melquisedeque a Abraão foram interpretados pelos pais da igreja, incluindo Clemente de Alexandria, como uma prefiguração da Eucaristia.
Alguns teólogos cristãos acreditam que Melquisedeque teria sido uma aparição do Messias antes de seu nascimento carnal, humano.
No Antigo Testamento há várias menções ao Anjo do SENHOR que muitos acreditam terem sido aparições de Cristo antes de encarnar. No entanto, Melquisedeque poderia ter sido o aspecto terreno da pré-encarnação de Cristo em uma forma corpórea temporária.
Outros teólogos, no entanto, acreditam que Melquisedeque teria sido apenas uma tipologia de Cristo, tratando-se, pois, de um acontecimento ou de um ensinamento que se relaciona com as realizações de Jesus.
Na epístola aos Hebreus, o autor leciona que Melquisedeque não teve nem pai e nem mãe, nem ascendência e nem descendência:
Porque este Melquisedeque, que era rei de Salém e sacerdote do Deus Altíssimo, e que saiu ao encontro de Abraão quando ele regressava da matança dos reis, e o abençoou; a quem Abraão deu o dízimo de tudo, e primeiramente é, por interpretação, rei de justiça e depois também é rei de Salém, que é rei de paz; sem pai, sem mãe, sem genealogia, não tendo princípio de dias nem fim de vida, mas, sendo semelhante ao filho de Deus, permanece sacerdote para sempre. (Hebreus 7:1-3)
Na Bíblia, Melquisedeque é referido como sacerdote do Deus Altíssimo em Gênesis 14:18.19, quando traz pão e vinho e recebe de Abrão o dizimo do conquistado, e, abençoando-o, disse: "Bendito sejas Abraão, do Deus Altíssimo, o Possuidor dos céus e da terra e bendito seja o Deus Altissimo que entregou teus inimigos em tuas mãos". Referenciado também em Salmos 110.4: "Jurou o Senhor e não se arrependerá: Tu és um Sacerdote Eterno segundo a Ordem de Melquisedeque." Em Hebreus, além do já citado, temos 7:4: "Considerai, pois, quão grande era este a quem até o patriarca Abrão deu os dízimos dos despojos", havendo outras citações e explicações, havendo no 5:11 "Do qual muito temos que dizer, de difícil interpretação, porquanto vos fizestes negligentes para ouvir." o que abre um leque de possibilidades que em principio, considerando-se a afirmação de Paulo, não devem ser consideradas cristofanias.

## A hipótese de Sem ter sido apresentado com o nome de Melquisedeque
Falando das gerações de Noé, a Bíblia relata em Gênesis 6:9-10 que o patriarca gerou três filhos varões chamados: Sem, Cam e Jafé. Se esta ordem respeitar a cronologia dos nascimentos, teremos que Sem foi o filho mais velho.
Sabe-se que Sem era mais velho que Jafé como está descrito em Gênesis 10:21 e que Cam era o filho caçula de Noé (Gênesis 9:24), sendo que, nos países orientais, principalmente nos tempos antigos, a primogenitura era uma posição altamente valorizada e, portanto, Sem já era de facto aquele que receberia a bênção de seu pai. (Gn. 9:26-27)
Como se não bastasse, Sem foi contado por merecedor desta bênção também por sua atitude bem aprovada por seu pai, quando seu respeito foi mostrado na ocasião em que Noé havia se embriagado com vinho e tinha ficado nu em sua tenda.
Tem-se que Sem foi quem deu continuidade à liderança de Noé, na Terra. Todo o povo conhecido seria então liderado por Sem, segundo a Bíblia relata:
Alargue Deus a Jafé, e habite nas tendas de Sem; e seja-lhe Canaã por servo. (Gn 9:27)
Sem foi quem mais teria vivido dentre seus irmãos. Diz a Bíblia em Gn 11:10-11 que Sem era da idade de cem anos quando gerou Arpachade e depois viveu ainda outros quinhentos anos que totalizam uns impressionantes seiscentos anos. Isto significaria tempo de vida suficiente para ver os filhos de seus filhos até a 12ª geração, de modo que Sem pôde ter visto Jacó, filho de Isaque e neto de Abraão, que segundo sua própria antecedência, seriam filhos de Sem. Assim, no mundo da época de Abraão, ainda restaria um homem que teria vivido no Mundo Antigo, antes do Dilúvio, e este homem e Abraão teriam vivido simultaneamente durante cinquenta e oito anos.
Abraão recebeu um chamado de Deus, para sair do meio de sua parentela e ir para uma terra que Deus o mostraria. Abraão habitava em meio de uma terra idólatra que não conhecia o Deus de Noé. Contudo, Abraão obedeceu como quem conhecia a este Deus. Indaga-se assim quem teria ensinado Abraão acerca de Deus e quem seria o homem mais velho e supostamente sábio da Terra. Deste modo, só poderia ter sido Sem.
Segundo Gn 14:18, há evidências de que Abraão conhecia Melquisedeque, que era o rei de Salém e o sacerdote do Deus Altíssimo. (Gn 14:18)
A tese de que Melquisedeque teria sido Sem, busca respaldo no fato de que Abrão não teria sido o primeiro homem na Terra a ter o seu nome mudado por Deus. Indaga-se por que os pais de Melquisedeque teriam antevisto o seu futuro como rei e puseram seu nome de Melquisedeque que significa "Rei de Justiça". Pois se Deus escolheu um homem preparado para liderar um povo remanescente, que não como os outros que novamente estavam arraigados no paganismo, continuava a crer no Deus Altíssimo, logo Melquisedeque seria Sem, por se tratar de um homem experimentado, sábio, conhecedor e acima de tudo líder desde a geração que prosseguiu ao Dilúvio.
Gn 9:26 - "E disse: Bendito seja o Senhor Deus de Sem…"
Desde sua mocidade, Sem mostrava temor pelo Deus de seu pai - O Deus Altíssimo.
Assim, esta tese acredita que Sem, possivelmente, teve o seu nome mudado para Melquisedeque, pois seria um Rei de Justiça, assim como Abrão teve o seu nome modificado para Abraão, para ser mais condizente com aquilo que ele seria: Pai de muitas nações.

## Idade dos patriarcas

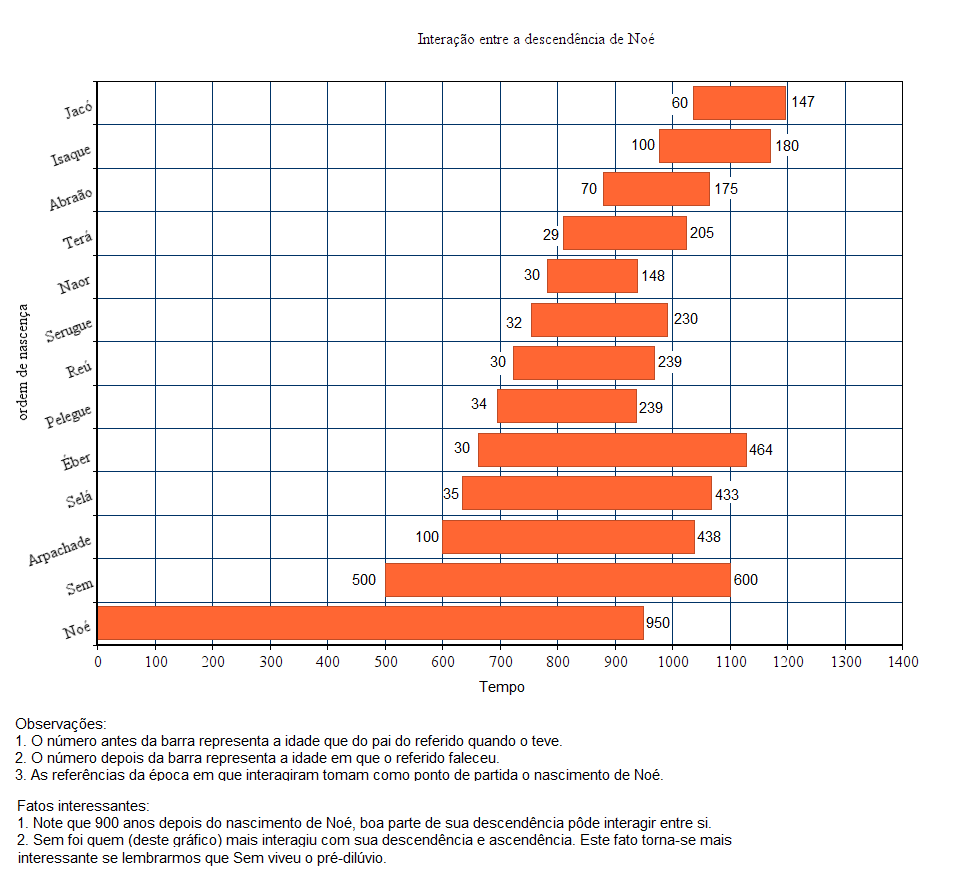
Interação entre a descendência de Noé

| nome      | idade ao ser pai | idade ao morrer |
| --------- | ---------------- | --------------- |
| Noé       | 500              | 950             |
| Sem       | 100              | 600             |
| Arpachade | 35               | 438             |
| Selá      | 30               | 433             |
| Éber      | 34               | 464             |
| Pelegue   | 30               | 239             |
| Reú       | 32               | 239             |
| Serugue   | 30               | 230             |
| Naor      | 29               | 148             |
| Terá      | 70               | 205             |
| Abraão    | 100              | 175             |
| Isaque    | 60               | 180             |